# Imeria levifrons
Imeria levifrons är en stekelart som beskrevs av Cameron 1907. Imeria levifrons ingår i släktet Imeria och familjen brokparasitsteklar. Inga underarter finns listade i Catalogue of Life.